# Škoda 254
Škoda 254 byl užitkový automobil vyráběný v československé automobilce ASAP. Vyráběl se jako valník, autobus nebo jiné typy. Na rozdíl od předchozích nákladních aut značky Škoda zde nebyly vozy se sníženým podvozkem označené písmenem N, ale jen typy D (diesel) a G (motor upravený na spalování dřevoplynu), který se u starších typů nevyskytoval. Výroba začala roku 1935 a skončila v roce 1943, vyrobilo se 2 662 těchto vozidel. Od roku 1939 byl souběžně vyráběn obdobný model s šestiválcovým motorem pod názvem Škoda 256.
Motor byl vznětový vodou chlazený řadový čtyřválec OHV o objemu 3770 cm³ a výkonu 41 kW (55 koní). Vůz s ním dosahoval rychlosti maximálně 60 km/h. Vozy 256 G dosahovaly výkonu pouze 31 kW.
Malé autobusy pro 16 sedících a 6 stojících cestujících byly vyráběny v letech 1935–1943 v naftové verzi Škoda 254 D a následně mezi lety 1943 a 1945 v dřevoplynové verzi Škoda 254 G.